# Via Sant'Egidio
Via Sant'Egidio è una strada del centro storico di Firenze, che va da via dell'Oriuolo angolo borgo Pinti a piazza di Santa Maria Nuova angolo via Folco Portinari. A circa metà del tracciato si apre sulla sua destra via della Pergola. Per un certo periodo il nome della strada comprendeva anche l'attuale via Maurizio Bufalini.

## Storia e descrizione
La strada, che ricalca la forma delle mura della quinta cerchia, quella del tempo di Dante, deve il suo nome alla chiesa di Sant'Egidio, oggi inglobata nel vicino ospedale di Santa Maria Nuova ma più antica di esso. La strada era anticamente chiamata "di San Giglio", per la storpiatura del nome del santo. 
Il lato su della via è dominato dalle alte mura prive di finestre dell'ex-convento delle Oblate, oggi appartenente al Comune di Firenze che vi tiene varie istituzioni: una biblioteca, due musei e un archivio. L'antica cappella, con facciata a capanna, è ancora ben visibile davanti al piazzale dell'ospedale. 
Su questo stesso lato, al convergere con via dell'Oriuolo, si trova il palazzo degli Sporti, denso di memorie letterarie da quando nel 1632 Agostino Corbellini vi fondò l'Accademia degli Apatisti. 
Il lato nord è dominato da un fronte compatto di palazzi rinascimentali. Dall'ospedale si incontrano un palazzo cinquecentesco delle Assicurazioni Generali, con stemmi legati a funzioni ospedaliere un tempo qui svolte, il palazzo Jules Maidoff e il palazzo Galletti, di forme neoclassiche.